# Oosterse muziek
Oosterse muziek is wereldmuziek afkomstig uit Arabische en Aziatische landen.
In oosterse muziek komen alternatieve toonladders en ritmes voor die met de westerse muzieknotatie soms niet goed te beschrijven zijn. De microtonale toonladders wijken af van de in de Westerse muziek gebruikelijke gelijkzwevende stemming.